# Heptazina

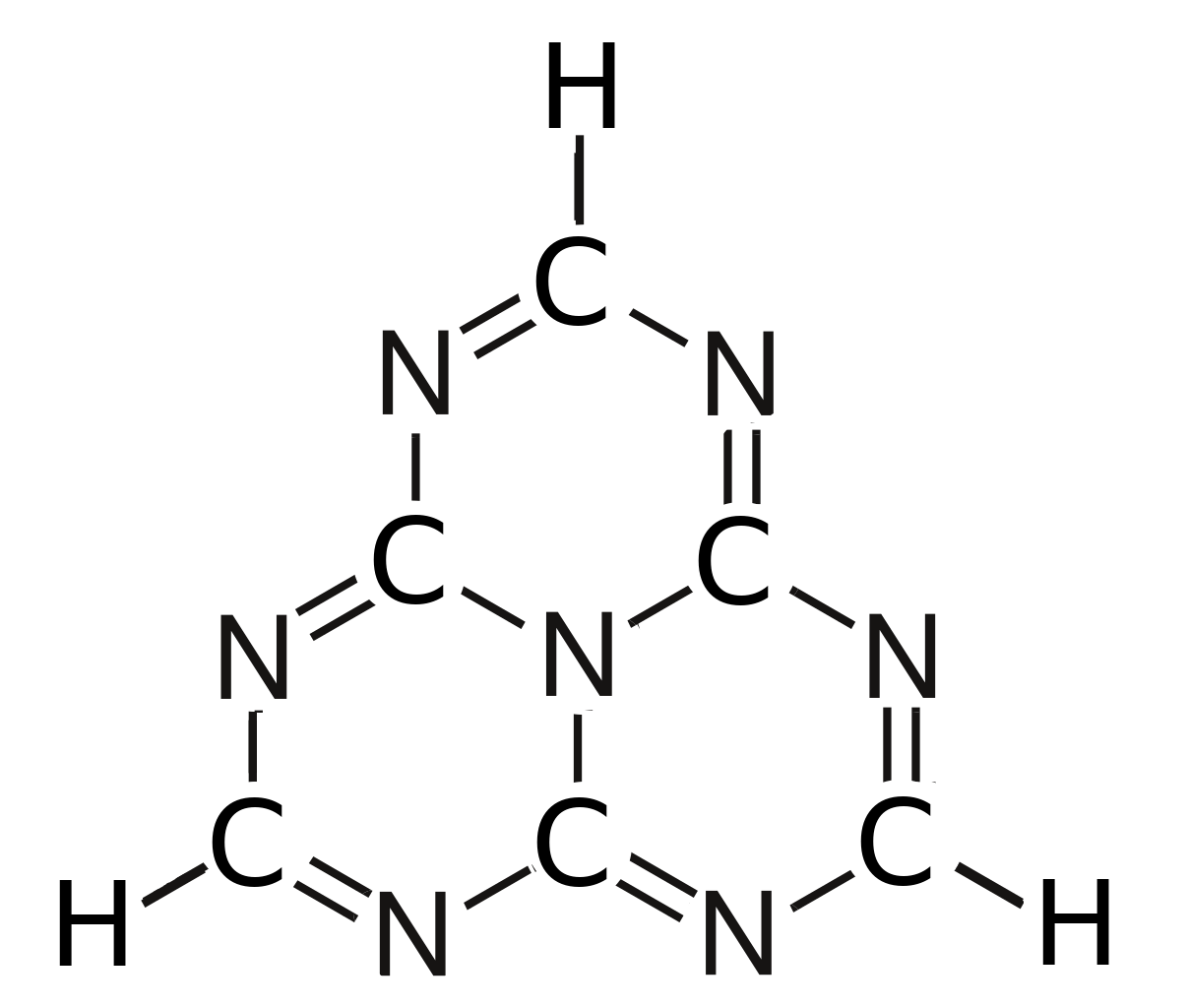
Estructura de la heptazina propiamente dicha (sin sustituir), C₆N₆H₃. Compuesto precursor de las "heptazinas" y principal unidad estructural del polímero "melón".

Una heptazina, tri-s-triazina o ciamelurina, es un compuesto químico que consiste en un grupo triangular de tres anillos de triazina. Su fórmula química es C6N7.
El compuesto original también se conoce como 1,3,4,6,7,9,9b-heptaazafenaleno. El compuesto que tiene tres sustituyentes amino se denomina melem. Cuando la heptazina se polimeriza mediante el enlace de las unidades de tri-s-triazina a través de un grupo amino (NH), el compuesto recibe el nombre de melón. El otro homólogo de la melamina, que no es una heptazina, es el dímero melam, el resultado de la unión de 2,4-diamino-6-cloro-s-triazina con melamina. Tanto el melem como el melón y el melam son retardantes de llama efectivos, y tienen en común que se funden o se descomponen a temperaturas muy altas y no son solubles en ningún disolvente. Esto dificulta su caracterización.
Jöns Jakob Berzelius mencionó las heptazinas por primera vez en la década de 1830 cuando descubrió una sustancia polimérica tras la ignición de tiocianato de mercurio. Justus von Liebig llamó al polímero melón. Un siglo después, en 1937, Linus Pauling mostró mediante cristalografía de rayos X que las heptazinas son de hecho el resultado de la unión de triazinas.
- Datos: Q5732099
- Multimedia: Heptazine / Q5732099